# Фрезенбург
Фрезенбург (нем. Fresenburg) — община в Германии, в земле Нижняя Саксония.
Входит в состав района Эмсланд. Подчиняется управлению Латен. Население составляет 928 человек (на 31 декабря 2010 года). Занимает площадь 21,59 км².
Коммуна подразделяется на 3 сельских округа.

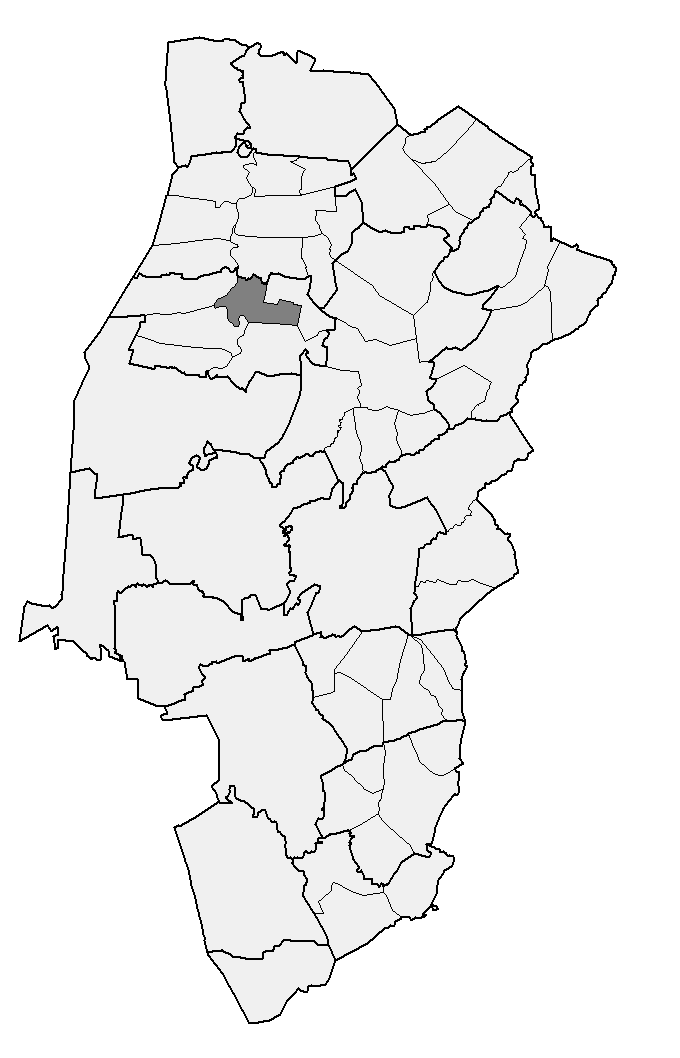
Фрезенбург